# Anastrepha turicai
Anastrepha turicai är en tvåvingeart som beskrevs av Blanchard 1961. Anastrepha turicai ingår i släktet Anastrepha och familjen borrflugor. Inga underarter finns listade i Catalogue of Life.